# 1975
Cette page concerne l'année 1975 (MCMLXXV en chiffres romains) du calendrier grégorien.
L'année 1975 est une année commune qui commence un mercredi.

## En bref
- 3 février : début de la guerre civile angolaise.
- 4 avril : création de l’entreprise Microsoft[1].
- 13 avril : début de la guerre du Liban.
- 17 avril : prise de Phnom Penh par les Khmers rouges.
- 30 avril : chute de Saïgon.
- Juin : mouvements de révolte en Inde.
- 11 juillet : le divorce par consentement mutuel est autorisé en France.
- 15-24 juillet : mission Apollo-Soyouz[2].
- 14 août : Jean-Claude Borelly interprète Dolannes mélodie, single culte des années 1970 composé par Paul de Senneville et Olivier Toussaint.
- 20 novembre : mort de Franco.

## Relations internationales
- Janvier : reprise à Genève des négociations du SALT-II entre l'URSS et les États-Unis pour préciser les limitations quantitatives et qualitatives de l’armement des deux pays (fin en 1979)[3].
- 19 juin - 2 juillet : conférence mondiale organisée à Mexico par les Nations unies à l’occasion de l’Année internationale de la Femme[4].
- 9 octobre : le prix Nobel de la paix est attribué au Soviétique Andreï Sakharov, qui ne peut pas aller chercher son prix[5].
- 15 novembre : à Rambouillet (France), le président Valéry Giscard d’Estaing réunit les chefs d’État des cinq pays les plus industrialisés (États-Unis, Japon, RFA, France et Royaume-Uni), réunion informelle qui se tiendra désormais annuellement avec le Canada et l’Italie, formant le G7.
- 1er - 5 décembre : deuxième visite en Chine depuis Richard Nixon en février 1972 d'un Président des États-Unis, Gerald Ford.
- 9 décembre : déclaration des droits des personnes handicapées[6].
- 16 - 19 décembre : organisation à Paris de la première Conférence sur la coopération économique internationale (CCEI), couramment appelée Conférence Nord-Sud, regroupant huit pays industrialisés, huit membres de l’OPEP et onze pays en voie de développement[7]. Quatre commissions doivent préparer la conférence de février 1976.

## Évènements

### Afrique
- 21 février : Nicolaas Johannes Diederichs est élu Président de l’Afrique du Sud[8].
- 28 février : accords de Lomé (Lomé I) entre la CEE et 46 pays d’Afrique, des Caraïbes et du Pacifique (ACP)[9]. Sur cinq ans, 3,5 milliards d’unités de compte (dollars d’avant 1971), la plupart sous forme de dons, contribuent au financement du développement. Un mécanisme, le Stabex, stabilise les recettes tirées des exportations, menacées par la chute des cours des matières premières ; les articles manufacturés par ces 46 pays, ainsi que la très grande majorité de leurs produits agricoles sont exempts de droits de douane, sans que soit exigée de réciprocité.

- 4 mars : gouvernement Houphouët-Boigny IX en Côte d’Ivoire[10].
- 22 mars : abolition de la monarchie éthiopienne par le Derg[11].

- 4 avril : envoyé pour négocier la libération de deux otages français auprès d’Hissène Habré dans le cadre de l’affaire Françoise Claustre, le commandant Pierre Galopin est arrêté, condamné à mort puis exécuté[12].
- 5 avril : Ahmadou Ahidjo est réélu Président du Cameroun[13].
- 13 avril
  - Coup d’État militaire au Tchad. François Tombalbaye est tué[12]. Libéré, Félix Malloum prend le pouvoir le 15 avril à la tête d’un conseil supérieur militaire (fin en 1979)[14].
  - Massacre du bus de Beyrouth : La milice des Kataeb tue 27 Palestiniens lors de l'attaque de leur bus à Ain El Remmeneh, au Liban, déclenchant la guerre civile libanaise qui durera jusqu'en 1990[15].

- 9 mai : une révision constitutionnelle crée le poste de Premier ministre au Cameroun. Paul Biya devient Premier ministre le 30 juin[16].
- 28 mai : fondation à Lagos de la Communauté économique des États de l’Afrique de l’Ouest (CEDEAO ou ECOWAS en anglais)[17]. Composée de 16 membres, elle est dominée par le Nigeria, la nation la plus peuplée et la plus riche de la région.

- 2 juin : libération de prisonniers politiques, anciens collaborateurs de Modibo Keïta au Mali[18] (2 juin et 19 novembre).
- 10 juin : le Gabon adhère à l’Organisation des pays exportateurs de pétrole[19].
- 13 juin : l’ambassadeur américain en Somalie proteste contre l’implantation d’une base soviétique à Berbera[20].

- 25 juin : accession à l’indépendance du Mozambique, ancienne colonie portugaise, qui devient la république populaire du Mozambique ; Samora Machel, ancien chef militaire du Front de libération du Mozambique, devient le président de la République[11].
- 30 juin : premières élections législatives cap-verdiennes[21].

- 5 juillet : accession à l’indépendance du Cap-Vert, ancienne colonie portugaise[22].
- 6 juillet : indépendance de l’union des Comores[11].
- 12 juillet : accession à l’indépendance de Sao Tomé-et-Principe, ancienne colonie portugaise[11].
- 29 juillet : coup d'État militaire au Nigeria. Murtala Muhammed prend le pouvoir[23].

- 3 août :
  - catastrophe aérienne d’Agadir[24].
  - coup d’État du Front national uni d’Ali Soilih aux Comores. Le président Ahmed Abdallah est renversé[11].
- 27 septembre : les troupes françaises doivent évacuer le Tchad à la suite de l’affaire Françoise Claustre (le gouvernement français a négocié directement la libération de Françoise Claustre, retenue en otage par les rebelles Toubou)[12].

- 6 novembre : « Marche verte » de 350 000 Marocains pour prendre possession du Sahara occidental. Ils marchent pacifiquement vers le Sud pour prendre possession du territoire et obliger l’Espagne à se retirer[11].

- 14 novembre : accords de Madrid sur l’indépendance du Sahara occidental entre l’Espagne, le Maroc et la Mauritanie. L’Espagne, préoccupée par la succession de Franco, admet un partage entre le Maroc et la Mauritanie lorsqu’elle quitterait le pays. L’Algérie, exclue de cet accord, proteste[25].
- 16 novembre : Félix Houphouët-Boigny est réélu président de Côte d’Ivoire[26].
- 30 novembre : la république du Dahomey prend le nom officiel de république populaire du Bénin[27].

- 21 décembre : la république démocratique de Madagascar, proclamée par le président Didier Ratsiraka, est approuvée par référendum[11].

#### Angola
- 15 janvier : les « accords d’Alvor », signés avec le gouvernement portugais par Agostinho Neto pour le MPLA, Jonas Savimbi pour l’UNITA et Holden Roberto pour le FNLA fixent la date de l’indépendance de l’Angola au 11 novembre[28]. Le 31 janvier, un gouvernement transitoire d’union nationale est chargé d’assurer la transition[29].

- 3 février : des affrontements entre le MPLA et le FNLA font dix morts à Luanda[30].
- 13 février : le MPLA assiège à Luanda des locaux appartenant à un groupe de dissidents fidèles à Daniel Chipenda. L’affrontement fait 20 morts. Le 21 février, Chipenda annonce à Kinshasa que la « Révolte de l’Est » rejoint le FNLA de Holden Roberto[30].

- 23-26 mars : des affrontements entre le MPLA et le FNLA font près de 300 morts à Luanda ; le gouvernement de transition proclame le couvre-feu ; un protocole d’accord est signé entre les trois organisations angolaises le 28 mars. Les troubles reprennent dans la nuit du 28 au 29 avril et provoquent plus de 2 000 morts. Un calme relatif revient le 5 mai[30].

- 16-19 juin : les trois leaders angolais signent un accord à Nakuru au Kenya, mais les combats reprennent à Luanda dès le 9 juillet[30].

- 14 juillet : le MPLA expulse le FNLA et l’UNITA de Luanda[30].
- 25 juillet : le FNLA occupe Caxito et menace Luanda[30].

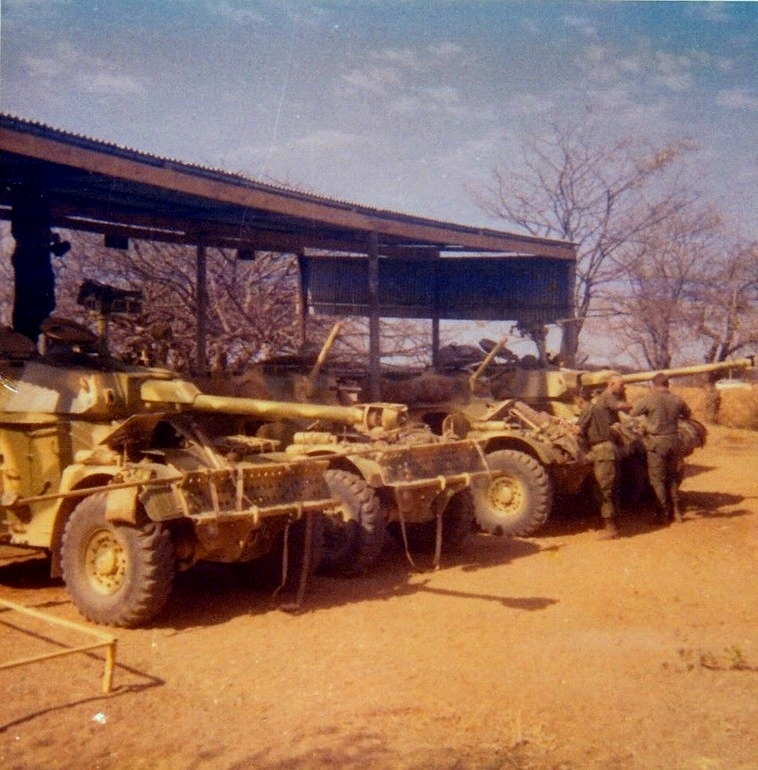
Véhicules blindés sud-africain lors de l’opération Savannah.

- 9 août : opération « Zulu » ou « Savannah ». Les troupes régulières d’Afrique du Sud venues de la Namibie franchissent la frontière de l’Angola[30].

- 17 septembre : le FNLA, appuyé par des forces zaïroises, reprend Caxito[29].

- 23 octobre : offensive des troupes sud-africaines contre le MPLA[29].

- 1er novembre : échec du sommet de l’OUA à Kampala sur la question angolaise[29].

- 7 novembre : début de l’opération « Carlota ». Le premier contingent du corps expéditionnaire cubain quitte La Havane pour soutenir le MPLA[29]. 15 000 soldats cubains sont envoyés en Angola entre novembre 1975 et mars 1976.
- 10 novembre : victoire du MPLA sur le FNLA à la bataille de Kifangondo[31].
- 11 novembre : indépendance de l’Angola, ancienne colonie portugaise. À Luanda, le MPLA proclame la république populaire d’Angola. Il met en place une constitution et instaure un régime communiste. À Ambriz le FNLA et l’UNITA proclament la république populaire démocratique de l’Angola (devenue république démocratique de l’Angola sous la pression des États-Unis)[30].
- 12 novembre : destruction de la statue de Norton de Matos, fondateur de la Nouvelle-Lisbonne[32].

- 11 décembre : bataille du pont 14 lors de la guerre civile angolaise[33].
- 19 décembre : le Congrès refuse de poursuivre le pont aérien qui alimente en armes les organisations angolaises soutenues par les États-Unis[34].

### Amérique
- 26 février : traité du Río Uruguay entre l’Argentine et l’Uruguay[35].
- 22 avril : chute du général Oswaldo López Arellano au Honduras à la suite d’un scandale financier (Bananagate). Juan Alberto Melgar Castro lui succède[36].
- 27 juin : le Brésil signe un accord avec la R.F.A. pour obtenir des technologies nucléaires.
- 30 juillet : fondation dans les campagnes du Salvador du Bloc populaire révolutionnaire (BPR) qui se lancera trois ans plus tard dans la lutte armée[37]. À cause d’un fort processus de concentration des terres au Salvador, la proportion de paysans sans terre est passée de 19,8 % en 1961 à 41,1 % en 1975[38].
- 21 août : Le président des États-Unis, Gerald Ford, lève partiellement le blocus imposé à Cuba en février 1962 par le président John Kennedy, : les pays de l'OEA se voient désormais autorisés à commercer avec l'île.
- 28 août : au Pérou, le dictateur Velasco est renversé par le général Francisco Morales Bermúdez Cerruti. Celui-ci démantèle l’édifice réformateur en prétendant poursuivre sur la voie de Velasco[39].
- 29 août : les dernières concessions pétrolières sont abolies et nationalisées au Venezuela[40].

- 29 septembre : la monnaie nationale chilienne, l’escudo, devient le peso[41], et les taux de change sont constamment ajustés en fonction de l’inflation. Mesures de désarmement tarifaire, limitation des transferts vers les entreprises publiques, au total, 492 des 507 entreprises publiques seront vendues à bas prix. Le pays connaît une croissance moyenne exceptionnelle de 6,9 % par an entre 1976 et 1981[38].

- 17 octobre : création par la convention de Panama du Système économique latino-américain (SELA)[42]. Proposé à l’origine par le Mexique et le Venezuela, il rassemble 27 États et se veut une réponse à la loi américaine sur la réforme du commerce.
- 25 novembre : indépendance du Suriname[43].
- Décembre : l’Uruguay, avec 3 millions d’habitants, compte 6 200 prisonniers politiques[38].

### Asie et Pacifique
- 5 janvier : désastre du Tasman Bridge[44].
- 13 janvier, Chine : le premier ministre Zhou Enlai présente son « Rapport sur les activités du gouvernement » devant la Quatrième Assemblée nationale populaire[45]. Il assigne à son pays la tâche de réaliser le programme des « Quatre modernisations » mis sur pied avec Deng Xiaoping : agriculture, industrie, science et technologie, défense nationale.

- 5 avril : mort de Tchang Kaï-chek à Taïwan. Le vice-président Yen Chia-kan lui succède comme président le 6 avril (fin en 1978), tandis que le premier ministre Chiang Ching-kuo est élu le 28 avril à la tête du Kuomintang[46].
- 19 avril : lancement du premier satellite indien[47].
- 26 avril : Le Sikkim devient le 22e État de l’Union indienne à la suite d’un référendum qui met fin à la monarchie[47].

- 13 juin, Inde : victoire du Janata Front, la coalition de droite de Jayaprakash Narayan sur le Congrès d’Indira Gandhi aux élections régionales au Gujarat. Simultanément, la Haute cour de Justice d’Allâhâbâd invalide l’élection du Premier ministre en 1971 pour pratiques électorales frauduleuses (12 juin)[48]. Le 25 juin, l’opposition réclame la démission d’Indira Gandhi. Son fils cadet Sanjay Gandhi réussit à organiser une gigantesque manifestation en faveur de sa mère. L’opposition appelle à la désobéissance civile à ce gouvernement « illégal »[47]. Dans la nuit du 25 au 26 juin, Indira Gandhi proclame l’état d’urgence en Inde et fait arrêter les principaux chefs de l’opposition, en particulier M. Desaï et Jayaprakash Narayan. La presse est censurée, les organisations « subversives » comme le RSS ou la Jamaat-e-Islami, sont interdites. Environ 100 000 personnes sont arrêtées (fin le 21 mars 1977). L’influence de Sanjay Gandhi augmente de jour en jour, bien qu’il n’ait pas de fonctions officielles[49].

- 8 juillet : un tremblement de terre dévaste le site de Pagan, en Birmanie : de nombreux monuments sont détruits[50].
- 29 juillet : début du massacre de Shadian par l’Armée populaire de libération contre la minorité musulmane hui, lors de la révolution culturelle en Chine[51].
- 31 juillet : signature à Bangkok de l’accord commercial Asie-Pacifique, à l’initiative de la CESAP[52].
- 10 août : début de la guerre civile au Timor oriental.
- 15 août : assassinat du cheikh Mujibur au Bangladesh. Le pays passe sous l’autorité militaire[53].
- 16 août, Australie : restitution des terres de Wattie Creek (Daguragu) aux Gurindji (en)[54].

- 16 septembre : indépendance de la Papouasie-Nouvelle-Guinée vis-à-vis de la tutelle des Nations unies et de l’administration australienne. Michael Somare, chef du Pangu Pati, devient Premier ministre[55] (1975-1980, 1982-1985, 2002-2011).
- 30 septembre, Australie : ratification du Racial Discrimination Act 1975 (en), qui déclare illégale toute action ou législation discriminatoires envers les individus sur la base de la race, de la couleur ou de l’origine nationale ou ethnique[56].

- 10 octobre, Nouvelle-Zélande : création du tribunal de Waitangi en vue d’apprécier les revendications territoriales des Maori[57].

- 7 novembre : le général Ziaur Rahman, héros de la guerre d’indépendance, prend le pouvoir au Bangladesh[53].

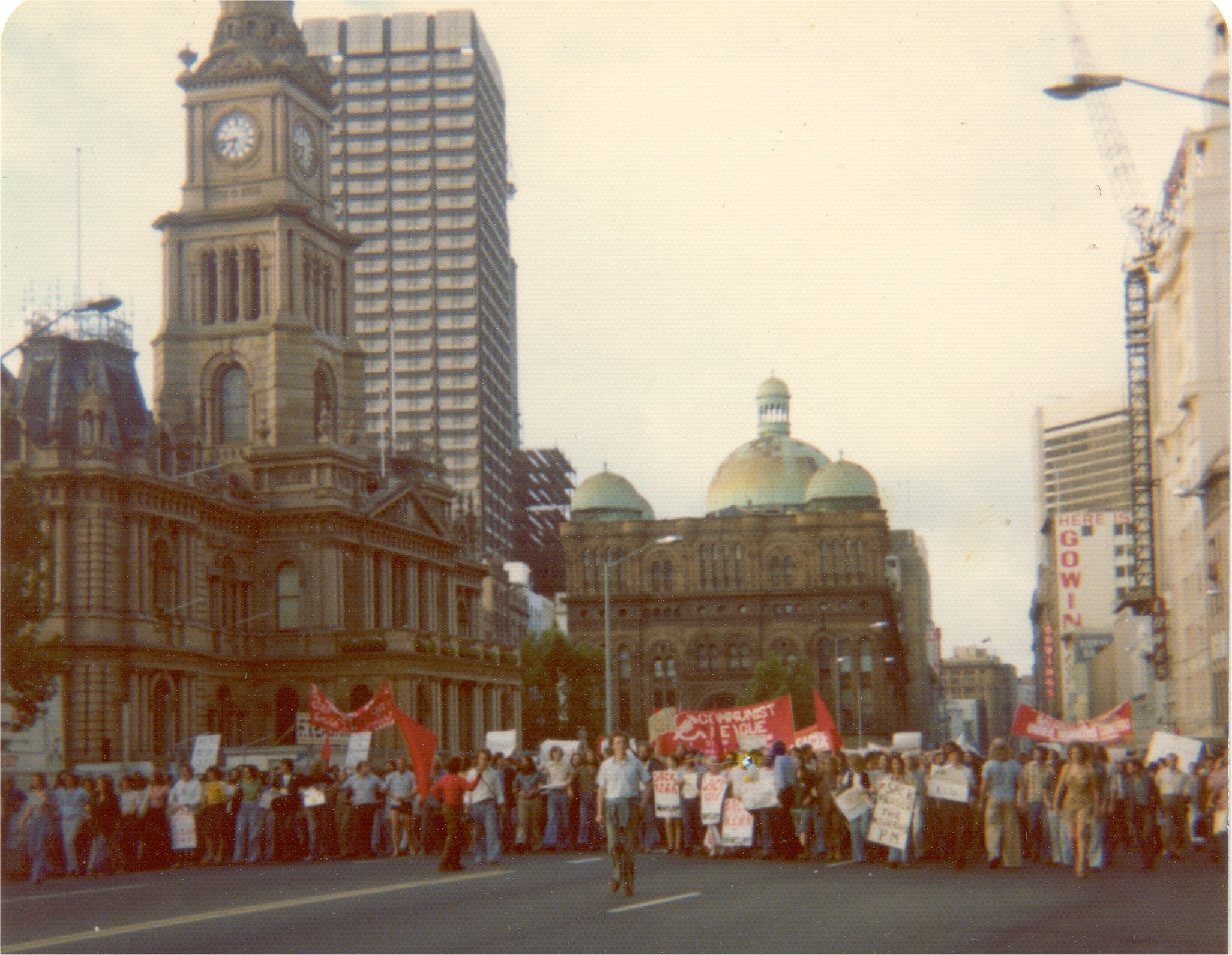
11 novembre : manifestation spontanée à Sydney à la suite de la destitution de Gough Whitlam.

- 11 novembre : destitution du Premier ministre australien Gough Whitlam à l’issue d’une crise constitutionnelle[58].
- 28 novembre : des rebelles nationalistes proclament l’indépendance du Timor oriental après le retrait du Portugal. Le Front révolutionnaire pour l’indépendance du Timor oriental (Frente Revolucionaria do Timor Leste Independente), un groupe communiste indépendantiste, prend le contrôle de la capitale, Dili[59].

- 7 décembre : considérant le Front révolutionnaire pour l’indépendance du Timor oriental comme une menace pour l’intégrité du pays, l’Indonésie envahit le Timor oriental. Malgré les condamnations du Portugal et des Nations unies, l’Indonésie fait de cette région sa 27e province[59]. Les organisations de défense des Droits de l’Homme estiment que cette annexion coûte la vie à plus de 100 000 Timorais.
- 13 décembre : victoire des conservateurs aux élections fédérales australiennes[60].

#### Indochine
- 6 janvier : prise de Phuoc Binh par le Nord Viêt Nam en violation des accords de Paris[61]. Les Américains ne réagissent pas[62].
- 26 janvier : élections libres en Thaïlande. Le 15 février, le leader du parti démocratique Seni Pramoj forme un gouvernement minoritaire qui n’obtient pas la confiance de la nouvelle assemblée et doit démissionner le 6 mars. Le 17 mars, son frère Kukrit Pramoj forme un gouvernement de coalition des partis du centre et de la droite[63]. Il proclame une politique visant au retrait de toutes les troupes étrangères de Thaïlande dans le délai d’un an[64].
- 10-12 mars : attaque et prise de la ville de Ban Me Thuot par les Viêt-Cong. Les dernières résistances sont écrasées le 18 mars[65]. Une offensive générale est décidée par le Nord Viêt Nam. Les troupes communistes soumettent le Sud Viêt Nam après 55 jours de campagne à partir des hauts plateaux d’Annam (fin le 30 avril)[66].
- 13 mars : Le président Nguyen Van Thieu ordonne aux troupes du Sud Viêt Nam de se retirer sur une ligne de défense au nord de Saïgon[66].
- 18 mars : à Hanoï, le politburo du Parti communiste vietnamien décide de prendre Saïgon avant la saison des pluies (mi-mai)[67]. La campagne Hô-Chi-Minh, dirigée par le général Van Tien Dung, est lancée début avril[68].
- 26 mars : prise de Hué par le Nord Viêt Nam[66].
- 30 mars : prise de Da Nang par le Nord Viêt Nam[67].
- 1er avril : démission et exil à Hawaï de Lon Nol, président de la République khmère (Cambodge)[69].

- 3-26 avril : opération Babylift, évacuation d’enfants orphelins à partir de Saïgon, au Sud-Viêt Nam, vers les États-Unis, la France, le Canada et l’Australie, endeuillée le 4 avril par le l’accident aérien de Tan Son Nhut[70].

- 9-21 avril : bataille de Xuân Lộc[68].

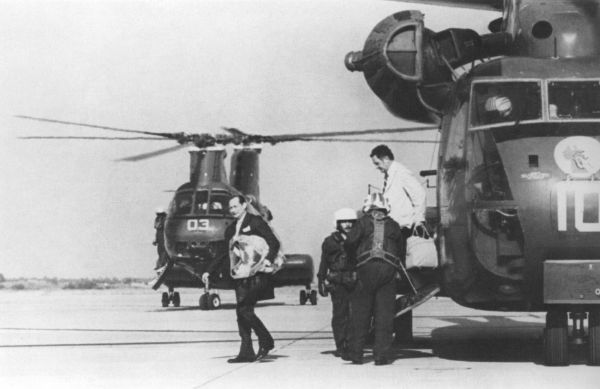
12 avril : opération Eagle Pull. Arrivée en Thaïlande de l’ambassadeur américain en République khmère.

- 12 avril : opération Eagle Pull ; les derniers Américains quittent le Cambodge[71].
- 14-29 avril : les forces de l’armée populaire vietnamienne occupent six îles du groupe des îles Spratleys après avoir éliminé la garnison sud-vietnamienne[72] (bataille de Truong Sa).
- 17 avril : chute de Phnom Penh, les Khmers rouges, une faction communiste, entrent dans la capitale du Cambodge et établissent pour quatre ans leur dictature dirigée par Pol Pot : le Kampuchéa démocratique succède à la République khmère[69]. L’assaut contre l’aéroport de Pochentong est donné par les troupes commandées par Hun Sen. Évacuation de la ville. Ils mènent une politique violente visant à établir une société communautaire agraire. Les citadins sont déportés vers les campagnes où ils forment une main-d’œuvre servile. Ce régime fera environ deux millions de morts sur les 8 millions que comptait à l’époque le Cambodge.
- 21 avril : prise de Xuan Loc[68]. Démission de Nguyen Van Thieu[62]. Les derniers Américains sont évacués du Viêt Nam.
- 28 avril : bombardement de la base aérienne de Tan Son Nhut[67].

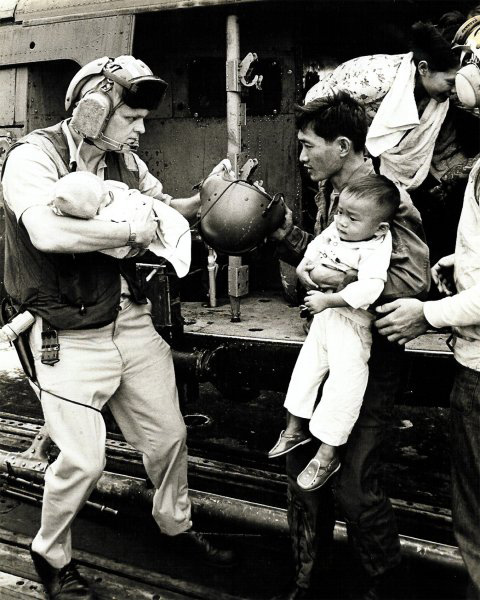
29-30 avril : opération Frequent Wind. 1373 citoyens des États-Unis et 5595 Sud-Vietnamiens évacuent Saïgon.

- 30 avril : chute de Saïgon, rebaptisée Hô Chi Minh-Ville au Viêt Nam du Sud, ce qui marque la fin de la guerre du Viêt Nam[1]. Le Gouvernement révolutionnaire provisoire de la république du Sud Viêt Nam remplace celui de la république du Viêt Nam. 125 000 Vietnamiens quittent leur pays dans les dernières semaines de la guerre. Plus tard, des milliers de familles vietnamiennes s’enfuient et s’embarquent clandestinement dans les boat-people (1975-1980)[73]. Ceux qui restent sont confrontés à des années difficiles de pauvreté, d’isolement et de répression.

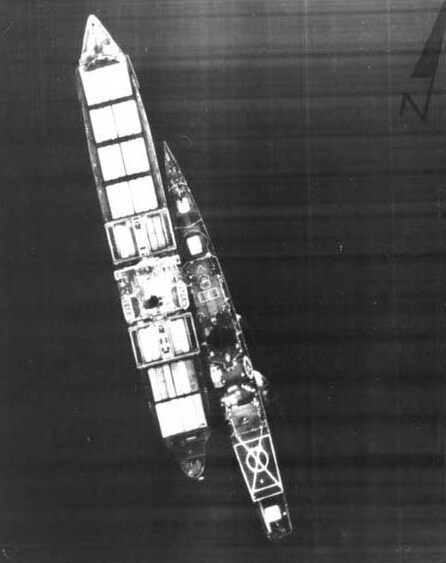
12-15 mai : incident du Mayagüez

- 12-15 mai : incident du Mayagüez. Le cargo américain Mayagüez est arraisonné par des Cambodgiens. Gerald Ford exige la libération immédiate du navire et de son équipage. Malgré l’annonce de la restitution du navire, il ordonne une opération militaire sur l’île de Koh Tang, au cours de laquelle 41 soldats américains sont tués[67].

- 23 août : prise de pouvoir par le Pathet Lao à Vientiane avec l’aide de l’URSS. La répression provoque un afflux de réfugiés en Thaïlande[74].

- 2 décembre : abolition de la monarchie du Laos. La République démocratique populaire lao est proclamée avec Souphanouvong à la présidence. Après l’interruption de l’aide américaine en juin, l’Union soviétique installe par centaines des troupes et des conseillers dans le pays[74].

### Proche-Orient
- 30 janvier : rapport final de la commission Agranat sur les manquements des Forces de défense d’Israël lors de la guerre du Kippour[75].

- 20 février, Liban : Pierre Gemayel demande un référendum national sur l’approbation de la présence des commandos palestiniens[76].

- 5 mars : le gouvernement koweïtien nationalise à 100 % la Kuwait Oil Company[77].
- 6 mars : accord d’Alger. L’Irak reconnaît la délimitation de la frontière irako-iranienne sur la ligne du talweg du Chatt-el-Arab et les deux parties s’engagent à cesser de soutenir leurs oppositions respectives. Les Kurdes acceptent la paix, et une autonomie limitée leur est accordée avec certains droits culturels[78].
- 7-22 mars : neuvième tournée de Kissinger au Proche-Orient[79]. Henry Kissinger obtient de Sadate l’acceptation du principe de non-utilisation de la force pour résoudre la question israélo-arabe. Israël refuse et rompt ainsi les négociations. C’est la fin de la diplomatie de Kissinger. L’administration Ford décide de réduire l’aide économique et militaire à Israël, mais refuse toujours d’accorder une légitimité diplomatique à l’OLP et s’oppose donc à la reprise de la Conférence de Genève.
- 25 mars : Assassinat du roi Fayçal d’Arabie saoudite. Khaled devient roi, tandis que Fahd devient le nouveau prince-héritier[80].

- 13 avril : des heurts sanglants ont lieu à Beyrouth entre Phalangistes et Palestiniens. Un chrétien est tué dans une fusillade dans le quartier Ain Remaneh ; en représailles, 27 Libanais et Palestiniens du camp de Sabra, passagers d’un bus, sont exécutés par des Phalangistes. Début de la « guerre de deux ans » (1975-1976), première phase d’un conflit qui dure 15 ans[81]. Les parties s’affrontent pendant trois jours dans toute la ville. Les milices musulmanes rejoignent le combat contre les chrétiens.

- 11 mai : signature à Bruxelles d’un traité commercial et de coopération entre la CEE et Israël[82].
- 20 mai : reprise des affrontements entre chrétiens et musulmans à Beyrouth, qui durent pendant plus de trois jours, principalement autour du camp de réfugiés palestiniens de Tel al-Zaatar au nord-est de la ville[83].
- 23 mai, Liban : après la démission du gouvernement de Rachid Solh le 15 mai, le président libanais Soleimane Frangié forme un « gouvernement de militaires » dirigé par le général Noureddine Rifaï. La gauche libanaise, les groupes musulmans et les Palestiniens s’indignent. Le 24 mai, des grèves sont organisées et des barricades sont levées dans Beyrouth-Ouest. La ville est séparée entre le Front libanais et le Mouvement national. Noureddine Rifaï démissionne le 26 mai[84],[85].
- 28 mai, Liban : pour apaiser la situation, Soleimane Frangié compose un nouveau gouvernement et appelle le dirigeant sunnite, Rachid Karamé, à la présidence du Conseil[85].

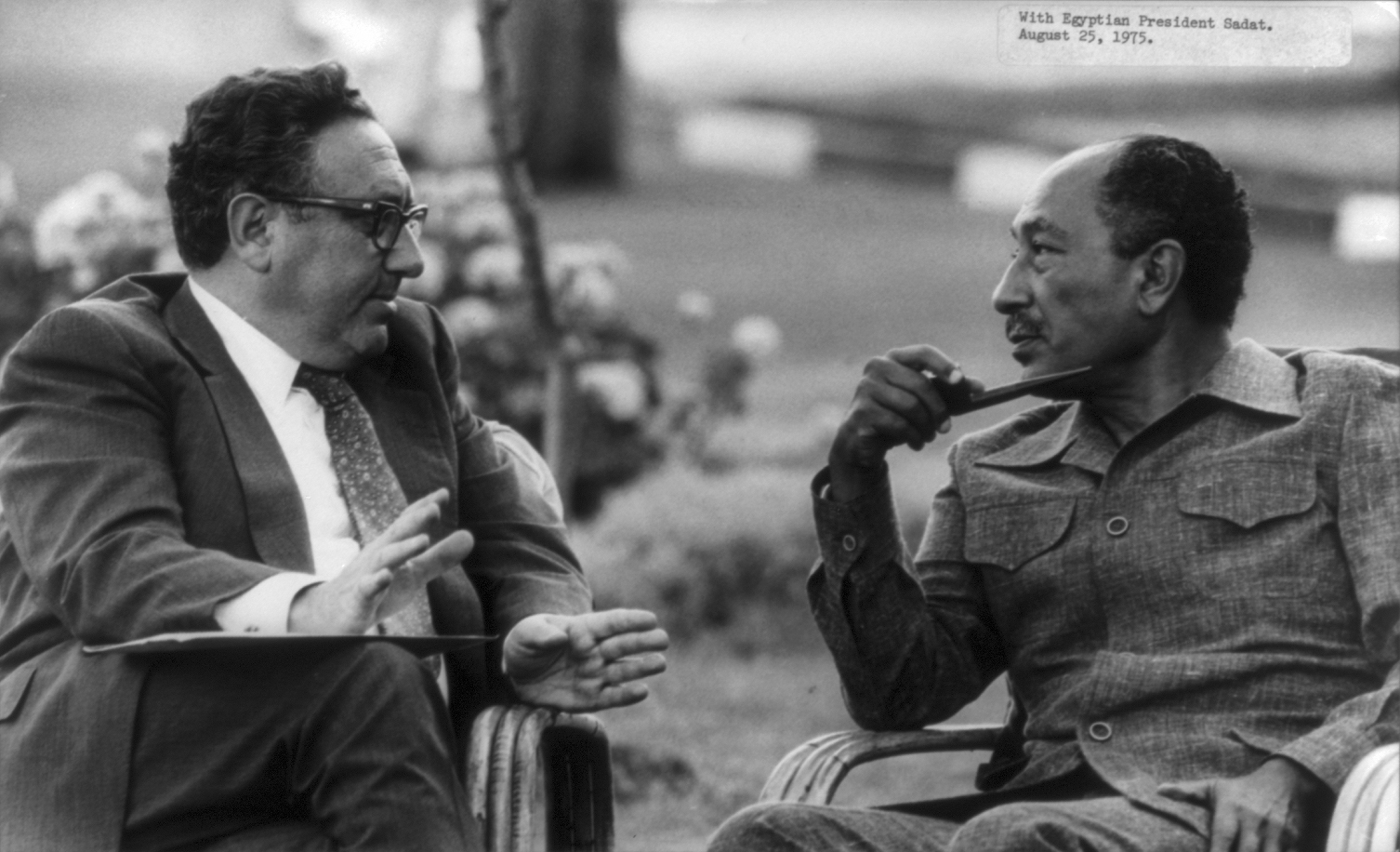
Henry Kissinger et Anouar el-Sadate le 25 août.

- 5 juin : réouverture du canal de Suez à la navigation. Gerald Ford pousse Israël à reprendre les négociations sur le Sinaï en échange d’une relance de l’aide américaine[86].
- 13 juin : un « traité de frontières internationales et de bon voisinage » est signé à Bagdad entre l’Irak et l’Iran ; le 26 décembre, un accord concernant les règles relatives à la navigation dans le Chatt-el-Arab est conclu. Les deux accords sont ratifiés à Téhéran le 23 juin 1976[87].

- 28 août, Liban : les violences reprennent à Zahlé[84], entre les habitants de Tripoli et de Zghorta (6 septembre), où l’armée s’interpose le 10 septembre[88]. En septembre, Beyrouth subit de violents bombardements. La bataille pour la conquête du centre-ville par la Saïka syrienne commence le 22 octobre (bataille des grands hôtels)[85]. Les chrétiens quittent les zones musulmanes et réciproquement, devant la peur des représailles.

- 4 septembre : l’Égypte et Israël signent à Genève un nouvel accord de paix intérimaire, l’accord de désengagement de « Sinaï II ». L’État hébreu se retire jusqu’à la ligne des cols du Sinaï et rend à l’Égypte les champs de pétrole du golfe de Suez. Les deux parties s’engagent à régler leurs différends par des moyens pacifiques, pour aboutir à une paix durable[86]. L’Égypte autorise le passage par le canal des produits non militaires venant ou à destination d’Israël.
- 10 novembre : résolution 3379 de l’Assemblée générale des Nations unies assimilant le sionisme à une forme de racisme et de discrimination raciale (abrogée en décembre 1991)[89].
- 18 novembre : accord franco-irakien pour la livraison du réacteur Osirak[90].
- 6 décembre, Liban : les milices chrétiennes se livrent à des massacres de musulmans (« samedi noir »). Les affrontements consacrent l’ascension des milices au détriment des responsables politiques[85].

### Europe
- 1er janvier : nouvelle constitution en Suède, réduisant davantage le pouvoir du roi. Introduction du monocaméralisme[91].
- 9 janvier : élections législatives danoises[92].

- 11 février : Margaret Thatcher conduit le parti conservateur au Royaume-Uni[93].
- 13 février, partition de Chypre : le Nord de l’île de Chypre est déclaré unilatéralement « État fédéré turc de Chypre » par le leader des Chypriotes turcs Rauf Denktaş[94].

- 4 mars : remaniement ministériel en Espagne[95].
- 9 mars : élections législatives roumaines[96].
- 10 - 11 mars : première réunion du Conseil européen à Dublin. Un compromis est trouvé entre la CEE et le Royaume-Uni : le sucre du Commonwealth se voit garantir un accès au marché européen, de même que le beurre et le fromage néo-zélandais. Le Royaume-Uni bénéficiera par ailleurs de remboursements à sa contribution financière dans certaines limites[97],[98].
- 11 mars : coup d’État des parachutistes de Tancos au Portugal ; échec d’une tentative de putsch attribuée au général António de Spínola, qui prend la fuite le 12 mars[99].
- 14 mars : nationalisation du secteur bancaire au Portugal[100].
- 26 mars : IVe gouvernement provisoire portugais[101]. La constitution de ce gouvernement progressiste favorise dès le 31 mars un mouvement d’occupation des grandes propriétés dans l’Alentejo ; sous la pression des travailleurs, le gouvernement publie les lois réglementant la nationalisation des terres à la fin de juillet[102]. Le 1er avril, il lance un programme de nationalisations concernant près de 250 entreprises[100].
- 6 avril : attentat à Belfast (Irlande du Nord) provoquant 10 morts et 80 blessés.
- 15 avril : réforme des baux ruraux dans le cadre de la réforme agraire portugaise[102].
- 25 avril : victoire du parti socialiste et du Parti social-démocrate aux élections constituantes portugaises[103].

- 19 mai : début de l’affaire du journal República au Portugal. Le quotidien socialiste est empêché de paraître par des travailleurs hostiles à sa ligne politique jugée anticommuniste. Ils occupent les locaux du journal et décident de remplacer le directeur du quotidien par un employé des services administratifs. Deux projets s’affrontent : celui des communistes et du Premier ministre Vasco Gonçalves qui veulent un socialisme autoritaire et celui des socialistes et du parti populaire démocratique, proche des démocraties occidentales. Mário Soares accuse le MFA d’instaurer une « dictature communiste ». Les Socialistes quittent le gouvernement le 10 juillet[104].
- 21 mai : début du procès de la Bande à Baader en Allemagne[5].
- 29 mai : Gustáv Husák, président de la République socialiste tchécoslovaque (fin en 1989)[105].
- 29-30 mai : sommet de l’OTAN à Bruxelles[106].

- 5 juin : confirmation par référendum du maintien de la Grande-Bretagne dans la CEE[1], avec 67,2 % des suffrages.
- 9 juin : adoption de la constitution de la Grèce[107].
- 12 juin : la Grèce dépose une demande d’adhésion à la Communauté européenne[108].

- 29 et 30 juillet : publication de deux décrets d’expropriation dans le cadre de la réforme agraire portugaise ; 1 138 000 hectares sont transférés à l’État jusqu’en novembre 1976[109].

- 1er août : signature de l'Acte final d'Helsinki à l’issue de la Conférence sur la sécurité et la coopération en Europe (CSCE)[5] qui réunit 35 États (33 pays européens sauf l’Albanie, plus États-Unis et Canada) : sécurité en Europe, respect des droits de l’Homme et des libertés fondamentales, coopération dans les domaines scientifique, technique et humanitaire.
- 8 août : Ve gouvernement provisoire portugais[101].
- 21-22 août : affaire d’Aléria en Corse ; mort d’un CRS et d’un gendarme mobile tués dans une fusillade avec des militants de l’Action de la renaissance de la Corse (ARC), conduits par Edmond Simeoni, qui occupent une cave viticole[110].
- 27 août : le décret-loi sur la « prévention du terrorisme » en Espagne permet la violation de domicile sans mandat et la détention préventive sans contrôle judiciaire. Les tribunaux militaires sont rétablis pour juger les crimes et délits[111].

- 19 septembre : VIe gouvernement provisoire portugais, dirigé par José Baptista Pinheiro de Azevedo (fin le 23 juin 1976)[101]. Les Socialistes et les Sociaux-démocrates reviennent au gouvernement[103].
- 27 septembre : deuxième procès de Burgos en Espagne contre l’ETA[111]. Exécution de trois membres du Front révolutionnaire antifasciste et patriote et de deux de l’ETA.

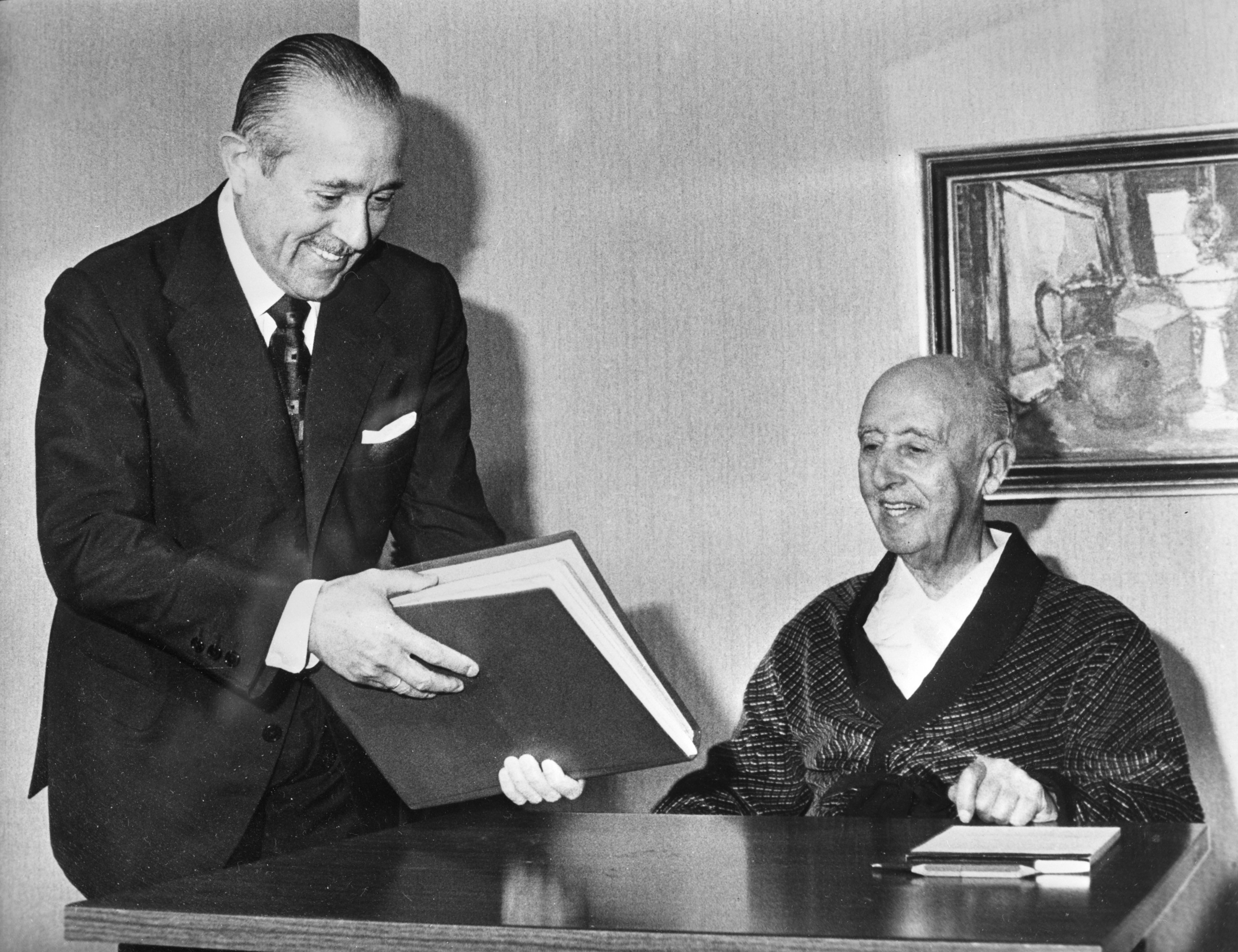
Carlos Arias Navarro et Franco le 23 octobre.

- 17 octobre, Espagne : une attaque cardiaque terrasse le Caudillo. Son entourage, devant l’incertitude de sa succession, tente de le prolonger médicalement[112].
- 24 octobre : les femmes islandaises se mettent en grève pour exiger plus d'équité dans le monde du travail[113].

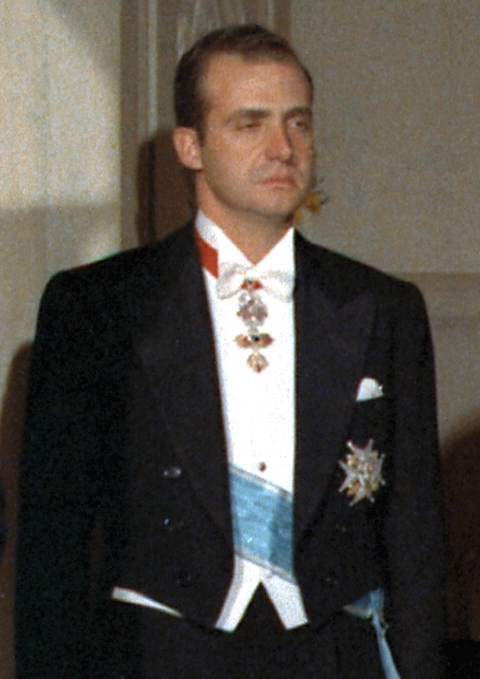
Le roi Juan Carlos d'Espagne

- 6 novembre : premier concert du groupe des Sex Pistols à Hornsey, dans la banlieue nord de Londres[114].
- 10 novembre : traité d’Osimo entre la république fédérative socialiste de Yougoslavie et l’Italie qui règle définitivement le partage du territoire libre de Trieste[115].
- 12 novembre : sanction royale du Sex Discrimination Act, loi contre la discrimination sexuelle au Royaume-Uni[116].
- 12-13 novembre : grève des ouvriers du bâtiment au Portugal. Ils retiennent en otage les 250 députés de l’assemblée constituante[117]. Les salaires sont augmentés de 44 %.
- 20 novembre : mort de Franco, chef de l’État espagnol, après une longue maladie, et fin de la dictature franquiste commencée le 1er avril 1939[1].
- 22 novembre : Juan Carlos de Borbon y Borbon proclamé roi d’Espagne sous le nom de Juan Carlos, prête serment devant les Cortes[118].
- 25 novembre, Portugal : échec du putsch militaire gauchiste d’Otelo de Carvalho ; António Ramalho Eanes devient alors chef d’état-major de l’armée, qui est épurée de ses éléments extrémistes[99].

- 1er-2 décembre : le Conseil de l’Europe adopte à Rome le principe de l’élection au suffrage direct des membres du Parlement européen en 1978[119].
- 12 décembre : premier gouvernement pré-constitutionnel, présidé par Carlos Arias Navarro, en Espagne[120].
- 21 décembre : prise d’otages du siège de l’OPEP à Vienne[121].

## Décès en 1975

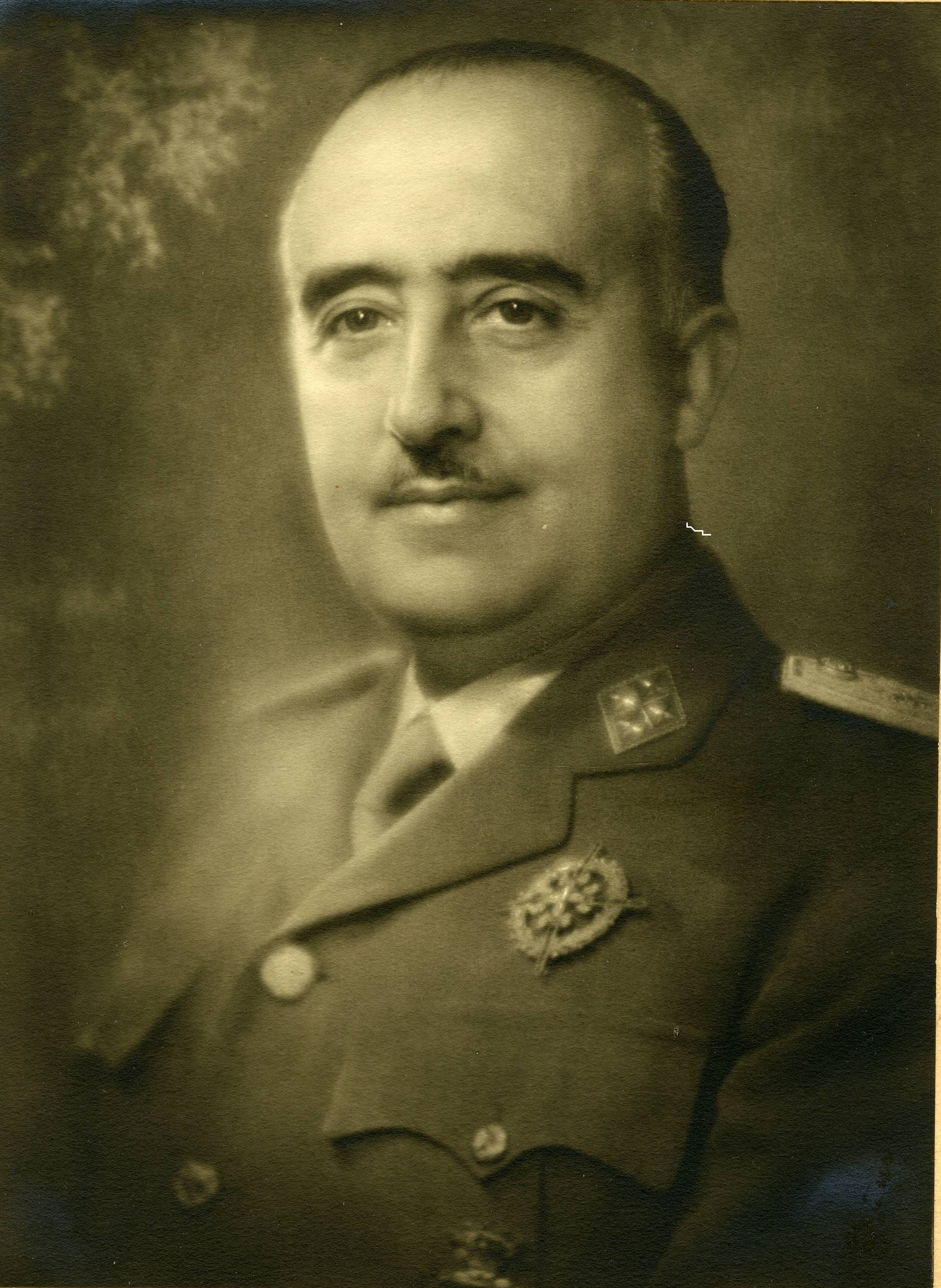
Francisco Franco.

Personnalités majeures décédées en 1975

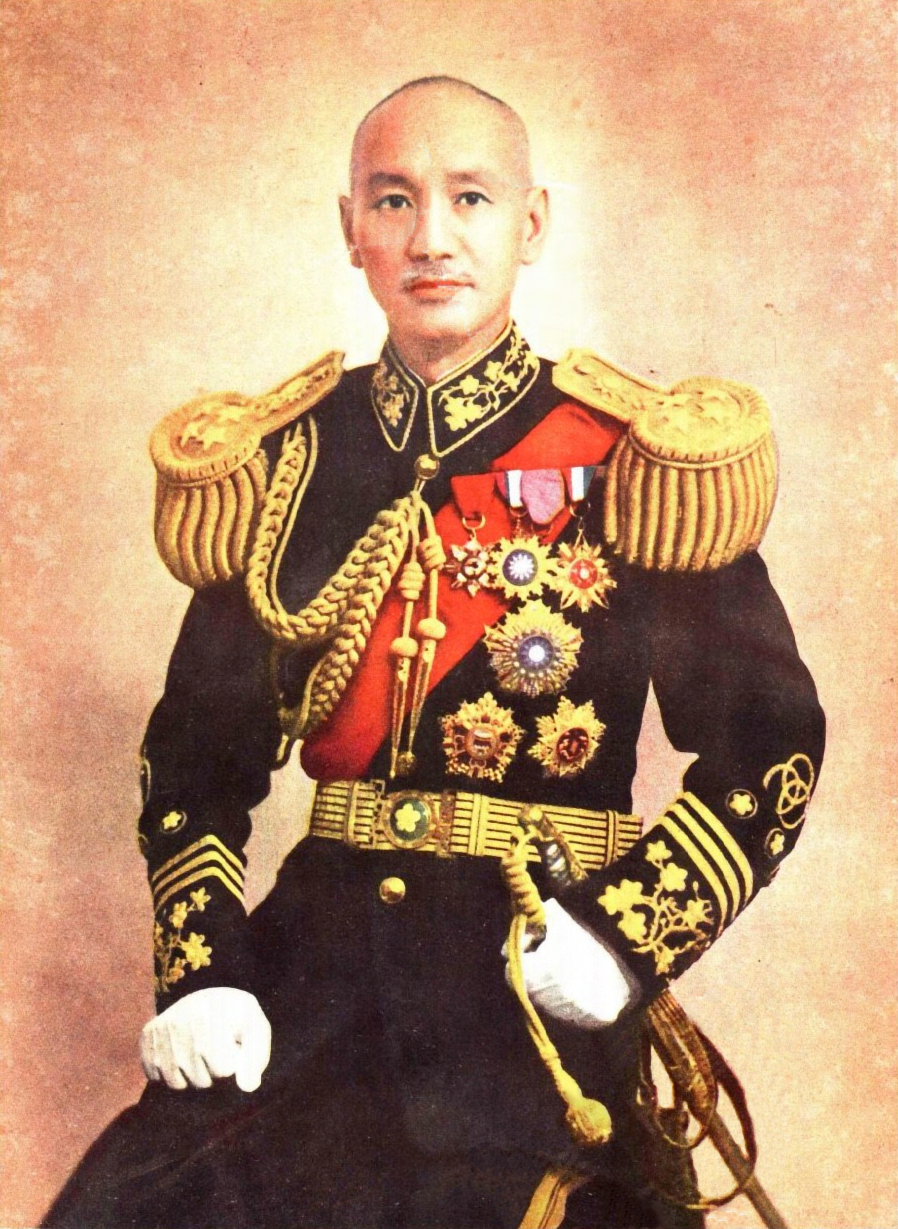
Tchang Kaï-chek

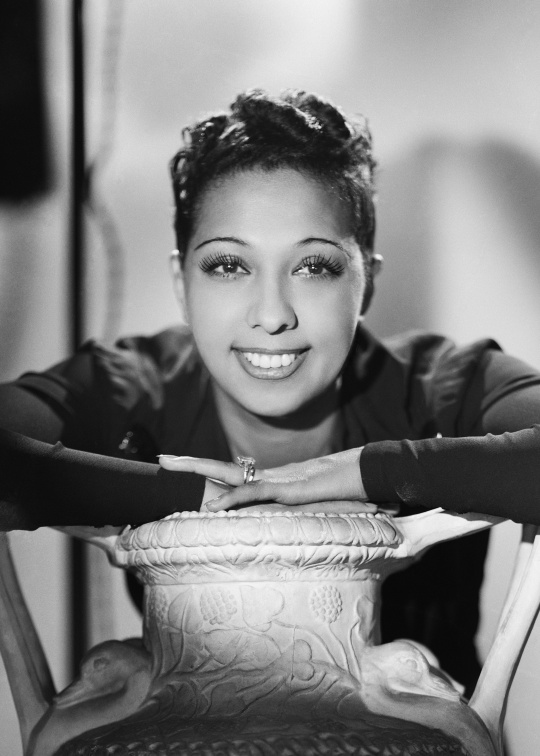
Joséphine Baker

- 9 janvier : Pierre Fresnay (acteur français)
- 3 février : Oum Kalthoum (chanteuse égyptienne)
- 9 février : Pierre Dac (humoriste français)
- 13 mars : Ivo Andrić (romancier yougoslave d’expression serbe)
- 25 mars : Fayçal ben Abdelaziz Al Saoud (roi d’Arabie Saoudite)
- 5 avril : Tchang Kaï-chek (homme politique et militaire chinois)
- 12 avril : Joséphine Baker (chanteuse française d’origine américaine)
- 25 avril : Mike Brant (chanteur israélien)
- 25 avril : Jacques Duclos (homme politique français)
- 30 mai : Michel Simon (acteur français d’origine suisse)
- 9 août : Dmitri Chostakovitch (compositeur soviétique)
- 27 août : Haïlé Sélassié Ier (empereur d’Éthiopie)
- 29 août : Éamon de Valera (homme politique irlandais)
- 20 septembre : Saint-John Perse (poète et diplomate français)
- 3 octobre : Guy Mollet (homme politique français)
- 28 octobre : Georges Carpentier (boxeur français)
- 2 novembre : Pier Paolo Pasolini (cinéaste et écrivain italien)
- 20 novembre : Francisco Franco (homme politique et militaire espagnol)
- 4 décembre : Hannah Arendt (philosophe allemande naturalisée américaine)